# Санта-Тринита (мост)
Санта-Тринита (Святой Троицы) — каменный арочный мост через реку Арно во Флоренции. Название мосту дала одноимённая церковь Санта-Тринита (Святой Троицы), располагающаяся на близлежащем участке улицы Виа-де-Торнабуони. Он считается самым старым арочным мостом с эллиптическими пролётами: боковые пролёты 29 метров в длину, центральный — 32 метра. Ширина 10,8 метров, высота — 10,7 метров, длина — 100 метров. Ближайший мост на востоке — Понте-Веккьо, на западе — Понте-алла-Карайа.

## Хронология
- 1252 — воздвигнут первый деревянный мост.
- 1259 — деревянный мост разрушен наводнением; построен каменный.
- 1333 — мост вновь разрушен наводнением. Строится новый каменный мост, предположительно авторства Таддео Гадди (точная дата постройки отсутствует).
- 1556—1569 — архитектор Бартоломео Амманнати (используя, возможно, проект Микеланджело)[5] возводит новый мост, дошедший до наших дней
- 1608 — в рамках празднования свадьбы Козимы II и Марии Магдалины Австрийской по краям моста устанавливаются мраморные статуи аллегорий четырёх времён года в стиле маньеризма. «Весна» Пьетро Франкавиллы, «Зима» Таддео Ландини, «Осень» и «Лето» — Джованни Каччини. Статуя «Весна» была обезглавлена взрывом 1944 года
- Ночь с 3 на 4 августа 1944 — мост взорвали нацисты, покидая освобождаемый войсками 8 британской армии город. Силами корпуса королевских инженеров был возведён временный механизированный мост на руинах, который действовал вплоть до реконструкции 1958 года.
- 1958 — Архитектор Риккардо Гиздулич провёл измерения всех оставшихся фрагментов и зарисовал их, включая 21 гипсовый фрагмент, поднятый со дна реки Арно.[6] Реконструкция проводилась с использованием старых фотографий, рисунков, картин и оригинальных планов из Флорентийских архивов, благодаря которым стало известно, что для строительства моста использовали материал из каменоломен в Садах Боболи[7]. Эти сведения позволили брать камень для недостающих фрагментов именно оттуда, что обеспечило аутентичный вид конструкции. В поисках уцелевших фрагментов участвовал молодой скульптор Джованни Маннуччи, в восстановлении моста — инженер Эмилио Брицци.[8]
- Октябрь 1961 — мраморную голову статуи «Весна» нашли в водах Арно — её обретение флорентийцы восприняли как праздник.

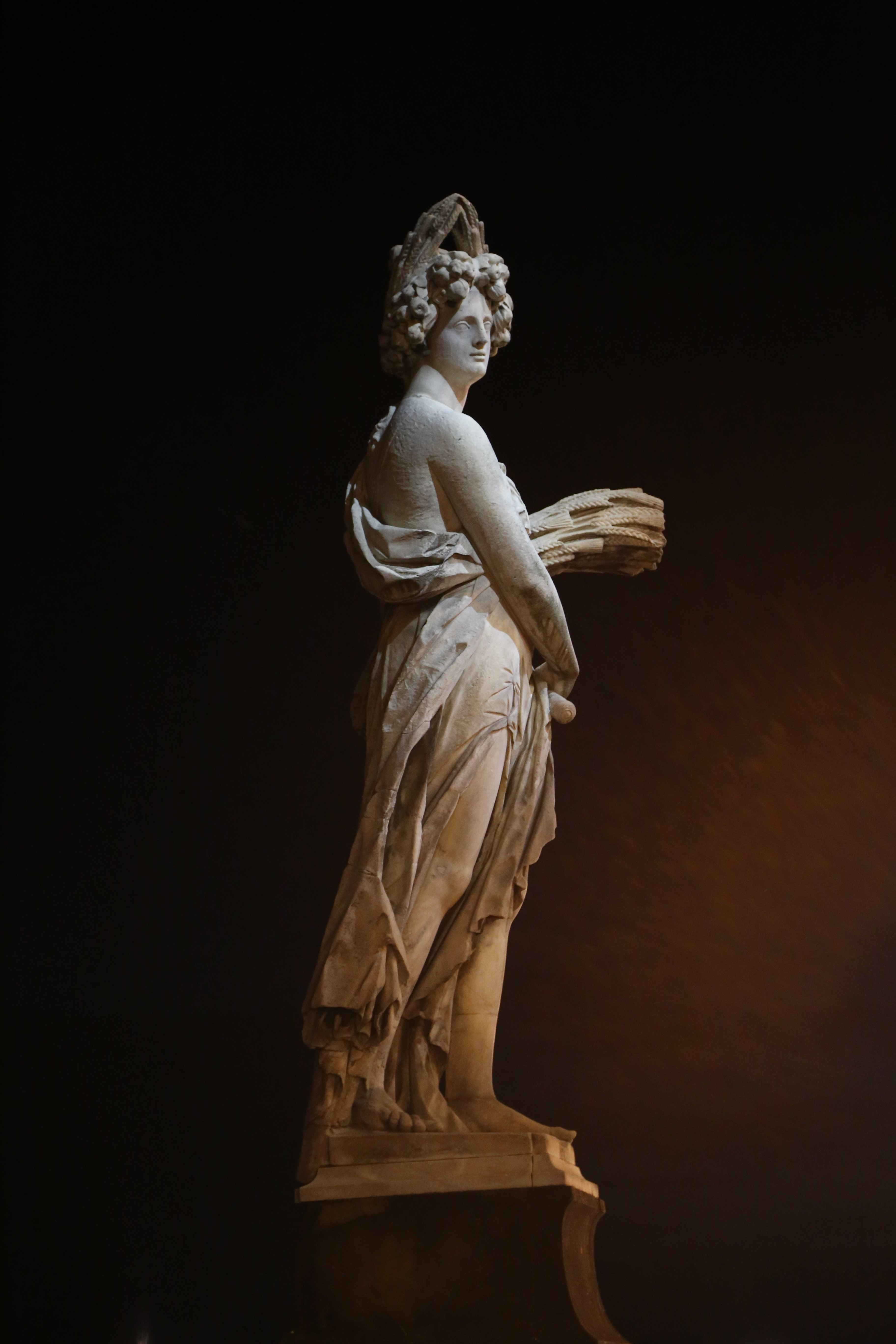
Статуя «Лето» с моста Санта-Тринита. Скульптор — Джованни Баттиста Каччини